# Villasimius
Villasimius (sardinski: Crabonàxa) je mjesto i općina (comune) u pokrajini Južna Sardinija u regiji Sardiniji, Italija. Nalazi se na nadmorskoj visini od 49 metara i ima 3 711 stanovnika.
 Prostire se na 57,97 km². Gustoća naseljenosti je 64 st/km².
Susjedne općine su: Castiadas, Maracalagonis i Sinnai.